# 维克多·弗兰克
维克多·弗兰克（Viktor Emil Frankl，1905年3月26日—1997年9月2日）是一位奥地利神经学家、精神病学家，維也納第三代心理治療學派 - 意義治療與存在主義分析（Existential Psychoanalysis）的創辦人。出生於奧地利維也納一個貧窮的猶太家庭，犹太人大屠杀幸存者。1997年9月2日因心臟衰竭逝於維也納。

## 生平
1905年3月26日，维克多·弗兰克出生于奥匈帝国京城维也纳的一个犹太人家庭，父親是一個忠厚老實的公務員，為人嚴厲、責任感和原則性強，母親則是一名來自布拉格的虔誠而心地善良的猶太教徒。他在家中排行第二，上有一兄下有一妹，童年生活貧困，曾在農場里乞討。15 歲時，他的化學老師認為有機體的生命分析到最後，也只不過是一種化學燃燒作用，引起弗蘭克對生命意義的質疑與好奇。上中學後他被西格蒙德·弗洛伊德的學說所吸引，同時他還讀阿德勒的著作，且尤其讚賞阿德勒的理論。15 歲的他成為阿德勒學派的熱烈擁護者，尤其對精神分析論中的哲學觀點感興趣，開始思考人生觀的問題。
他 16 歲時就給弗洛伊德寫信，有一次他將自己一篇關於叔本華的心理分析的文章寄給弗洛伊德，得到後者的賞識並在 3 年後發表在《國際精神分析期刊》上。上高中時他就積極地加入當地的青年社會主義工人組織，對人的關注也使他把興趣轉移到了心理學。高中畢業後，1923 年進入維也納大學醫學院，1925 年他拜見了仰慕已久的弗洛伊德，這一年，他的《心理治療與世界觀》發表在阿德勒主編的《個體心理學國際期刊》上。就讀醫學院期間，他將精神醫療與哲學結合，特別去探討精神醫療里的意義與價值問題，而這主題亦成為日後一生研究工作的中心。
1928 至 1929 年，弗蘭克在維也納以及其他六個城市組織了面向未成年人的免費心理諮詢中心，並為大學的精神病治療中心效力。1930 年，他獲得醫學博士學位並晉陞為於維也納大學醫學院助教。1933 年，他接管了一家針對自殺婦女的精神治療病房。到了1937 年，弗蘭克則自己開業，從事神經病症和精神病的治療。一年後，德國入侵奧地利，他的妹妹移民到了澳大利亞，而他和家人也正在積極籌措辦理申請到美國的簽證。1939 年他獲得美國護照與簽證，但為了照顧年邁的父母，最後決定和未婚妻緹莉（Tilly Grosser）一起留在維也納，1942 年，弗蘭克與未婚妻舉行了婚禮。同年9月，他和家人包括他的新婚妻子一起被納粹逮捕，關押在捷克波希米亞地區北部的特萊西恩施塔特（Theresienstadt）納粹集中營，他的父親不久就因為飢餓死於波希米亞。1944 年和妻子一同被送往波蘭奧斯威辛集中營，不久其母親也被送至此並死於該地毒氣室。後又輾轉至德國考弗靈（Kaufering）集中營、圖克海姆（Türkheim）集中營。他的母親和兄弟在 1944 年被納粹殘酷地殺害。而他朝思暮想的妻子則於納粹投降前死於德國伯根-拜爾森（Bergen-Belsen）集中營。
维克多·弗兰克在集中营中度过了3年时间，到1945年4月27日被美国陸軍解救。他的亲属中只有妹妹倖存了下来，她通过移民澳大利亚而逃脱了死亡。 
戰爭結束後，他回到維也納才發現他的家人都在納粹集中營死去，唯有他因為醫生身份而被認為有用才倖免於難。他在維也納大學醫學院任教，期間和他的助手 Eleonore Schwindt 相戀並於 1947 年結婚，同時也任維也納總醫院神經科教授到 1971 年。1948 年，他獲得哲學博士學位，同年任維也納大學神經與精神病學副教授，1950 年創辦奧地利心理治療協會並任主席，之後升任維也納大學醫學院教授直到 1990 年。1992 年，他的朋友和家人為他設立了維克多·弗蘭克研究院。正因為集中營中的悲痛經驗，反而使他發展出積極樂觀的人生哲學，正如他常引用尼采的一句話：「打不垮我的，將使我更形堅強」，使他後半生能活的健康快樂，並到世界各地演講推廣意義治療。
他獲得過世界各地 29 所大學的榮譽博士學位，曾在 209 所大學演講，出版了 32 本書，已被翻譯為 32 種語言，其《活出意義來》一書共售出 900 萬冊，他是奧地利科學院榮譽會員。他的存在主義分析被稱為繼弗洛伊德的心理分析、阿德勒的個體心理學之後的維也納第三心理治療學派。
1997年9月2日，92岁的维克多·弗兰克在维也纳去世。

## 學術貢獻
弗蘭克在心理學上的貢獻，主要在於他靠自身體驗所創的意義治療。所謂意義治療（logotherapy），是指協助患者從生活中領悟自己生命的意義，藉以改變其人生觀，進而面對現實，積極樂觀的活下去，努力追求生命的意義。1926 年，在一次公開演講上他首次使用意義治療一詞。在他囚禁以前，他的思想就已形成，並完成了闡發這些思想的手稿。他被囚禁在納粹集中營裡的生活，不僅他的一些基本思想得到了深刻的檢驗，並且真實的感觸讓他感受到了生命意義的強大。弗蘭克早年就開始接受精神分析思想，與精神分析的始祖弗洛伊德有過正面的接觸，並曾經直接受教於阿德勒門下。他對哲學也有著濃厚的興趣。與存在主義大師海德格爾也有過私人的交往。意義治療的本質上是一種存在分析方法。它與精神分析的不同之處是它站在一種更廣闊的視野立足於人性問題，深入探討人生問題，通過的人生問題的診斷，使治療對象獲得人生的意義。意義治療的理論基礎是一種生命的哲學，它有三個互相連鎖的基本信念：
1. 意志的自由（the freedom of will）： 人在生理、心理與社會的世界中並不自由，但人可以超越這些限制而進入精神層次。只有兩種人的意志是不自由的，一類是精神病人，另一類是信奉決定論的哲學家們。
2. 追求意義的意志（the will to meaning）：認為人類的基本動力是「追求意義的意志」，當一個人追求意義的意志遭受挫敗後，才會轉向追求快樂、權力作為補償。人類最基本的能力在於：發現一個可給予個人忍受任何情境而可堅持下去的理由並希望藉此使個人的生活更充實且能提供個人的存在是有意義且有價值的一種認同。
3. 生命的意義（the meaning of life）：生命的意義因人而異，因時而異。最重要的是要明白個人生命在具體時間的具體意義。

上述三個基本假設構成了意義治療的理論基礎，三者缺一不可。意志的自由是求意義的意志的一個心理學的前提，沒有意志的自由，人就不可能對生活進行態度上的選擇，只能被動的接受需要的支配；而求意義的意志則是生命意義的動力，人們對意義的追求和傾向，使人無論在何種生活環境下都要探究生命的意義。他對生命意義的看法有四個要點：
- 人性觀：人類存在的特徵，對人性的基本概念，不論生物層面或是心靈意義層面，我們不能忽略任一層面。人的存在具有三個層次，即身體、心理與精神，其中以精神層次為最高，
- 自由：人雖不能免於生物、心理或社會上各種條件三限制，但是面對這些限制，人卻保有選擇的自由，自由決定要順服於它或要抵抗。
- 責任：人的首要責任是良知。人是自由的，責任重於自由。人有責任去實現個人生命的獨特意義，此外還要對其他事物負責，不論是社會、人性、全人類或自己等。
- 自我超越（Self–Transcendence）：人類存在的特徵是自我超越，而不是自我實現，人的特徵是「追求意義」不是「追求自己」。生命的真諦，必須在世界中找尋， 而非在人身上心理層次的限制而進入精神層次

他由人類行為經驗的現象分析中指出生命的意義是會改變的，但永遠不失其為意義，並歸納出發現生命意義的三種途徑。他認為一般人可以藉由實現以下三種價值來獲得生命的意義：
- 創造的價值（creative values）:指透過某種類型的活動以實現個人的價值，即功績或成就之路，亦即工作的意義。如：經由個人工作、嗜好、運動、服務、自我的付出或貢獻、與他人所建立的關係等來發現生命的意義。
- 經驗的價值（experiential values）:此價值是藉由對世界的接納與感受中實現的，即經由體驗某種事物或經由體驗某個人（愛情）來發現生命的意義。如：欣賞藝術作品、投入大自然懷抱、與人交談、體驗愛的感覺等。
- 態度的價值（attitudinal values）:當個人面對無法改變之命運（罪惡感、死亡或痛苦的逼迫）時所決定採取的態度屬之，此即苦難的意義，是人類存在的最高價值所在。如：個人所持的生活信念或價值觀。

他認為人類最原始的動機力量是求意義的意志，當人覺得對自己的生命感到無意義，他的行為就失去依據，也就受到「存在的空虛」之困擾，也就是求意義的意志遭受挫折，這是意義治療學所說的「存在的挫折」。許多有關的心理癥狀或疾病乃由此而叢生，處此情況的人，可藉意義治療者的協助或經由自我探索，找到或尋回生活目標，一個人生活有了目標後會感到生命是有意義的。
弗蘭克曾調查發現 40% 的歐洲學生曾感受到生命缺乏意義感，而在美國的學生更是高達 81%；另一項調查由約翰霍普金斯大學（Johns Hopkins University）所完成，包含 48 個大學 7948 名學生，結果有 78% 表示其第一目標為尋找生命意義，只有 16% 是要賺大錢。
意義治療的理論對人提出十點獨特的看法：
- 人是一個個體，人自成一個單位，因為人無法被分割。
- 人不只是個體，更是個整體。根據意義治療法，人無法被分割或由其部份之總和所建立。
- 每一個人都是絕對新的個體。兩個人存在於世上，精神上可以非常親近，但卻無法合併。
- 人是靈性的。有機體的功能對人而言只是做為一種工具，幫助人去完成生命中等待他去完成的任務。
- 人是動態存在的，人存在的每個當下呈現的是作決定的機會，這牽涉到作決定的自由與相對而來的責任。
- 人是自我引導的，他認為人的靈性是凌駕於弗洛伊德的超我之上，人並非由本我所驅動的自我（ego），而是自我（self）所引導的。正因為如此，人才能對其他人去愛與被愛，了解對方而不是把人當作事物一樣利用和操控。
- 人是聯合的整體。在意義治療法的觀點，人是三個向度存在的整體，由肉體、心理、靈性所組成的實體。
- 人是動態的。人並不是處於平衡穩定的狀態，總是從現狀中不斷努力朝向理想的狀態。無從決定良心要告訴我們的是什麼，我們只能決定該如何對良心做出響應與行動。
- 動物不是人。動物無法理解承受苦難，而人可以將所承受的苦難歸因於自然因素或任何我們為某一目的把它強加於任何原因之下。
- 人只有在超越自身時才能理解自己。人之所以為人是因為能超越自身的侷限，使自身的存在充滿意義。

在他的名著《活出意義來》裡，他講了一個他在集中營裡的經驗：他與一群俘虜被迫跋涉到某地鋪鐵軌，其中一位俘虜提到不知道他們妻子的命運如何，這讓他想到他自己新婚的妻子。那一瞬間他領悟到雖然他不知道他妻子的下落，但是她「存在」在他的心裡。他寫下：
“人類可以經由愛而得到救贖。我了解到一個在這世界上一無所有的人，仍有可能在暝想他所愛的人時嘗到幸福的感覺，即使是極短暫的一霎那。”——《活出意義來》，1972年

## 主要著作
- 《意義的呼喚：意義治療大師法蘭可自傳》，2017年，繁體中文版由心靈工坊出版，ISBN 978-986-357-085-1
- 《活出意義來》（Man's Search for Meaning，1972）
- 《心理治療中的意義問題》（Die Sinnfrage in der Psychotherapie，1985）
- 《在意義問題之前的人》（Der Mensch vor der Frage nach dem Sinn，1985）
- 《實用心理治療學》（Die Psychotherapie in der Praxis，1986）
- 《意義治療和存在分析》（Logotherapie und Existenzanalyse，1987）
- 《醫生和心靈》（The doctor and the soul）
- 《意義的意願》
- 《無意識的上帝》
- 《實踐中的心理治療學》
- 《生存的理由》
- 《生命的主題》